# Oscar Ray Bolin
Oscar Ray Bolin Jr. (22 de gener de 1962 - 7 de gener de 2016) va ser un assassí en sèrie estatunidenc condemnat a mort per l'assassinat i violació de tres noies joves a Florida. Va ser executat el 7 de gener de 2016 convertint-se en el primer reu executat aquest any en els Estats Units.

## Crims
El 25 de gener de 1986, Natalie "Blanche" Holley, de 25 anys, va ser descoberta morta en un camp de tarongers, el seu cos presentava ferides punxants.
El 5 de novembre de 1986, Stephanie Anne Collins, de 17 anys, va desaparèixer després d'haver estat vista per última vegada en l'estacionament d'una farmàcia. Les seves restes van ser finalment descobertes prop d'un camí rural un mes més tard (per coincidència, el mateix dia que el cos de Teri Lynn Matthews va ser trobat en el veí comtat de Pasco).
Al matí del 5 de desembre de 1986, el cos vestit de Teri Lynn Matthews, de 26 anys, va ser descobert prop de les vies del ferrocarril en una zona rural del Comtat de Pasco. Ella havia estat apunyalada en el coll i el pit, i colpejada en repetides ocasions en el cap. A pesar que no havia plogut durant diversos dies, la víctima i la seva roba estaven mullades segons els informes. L'autòpsia va revelar la presència de semen a la seva àrea vaginal, encara que no hi havia proves concretes que Matthews havia estat abusada sexualment.
Bolin va ser acusat el 1990 pels tres assassinats i es va sotmetre a tres judicis, un per cada víctima. En cada cas, va ser declarat culpable d'assassinat en primer grau i sentenciat a mort. Encara que cadascun d'aquests veredictes va ser revocat en apel·lació almenys dues vegades per errors processals, els jurats van tornar sistemàticament a emetre un veredicte de culpabilitat (deu en total), encara que en el cas de Natalie Holley per assassinat en segon grau, de manera que per aquest no va rebre finalment una condemna a mort, sinó a cadena perpètua.

## Execució
Oscar Bolin va ser executat amb una injecció letal el dijous 7 de gener de 2016 en la presó Estatal de Florida en Starke, convertint-se en el primer reu executat de l'any als Estats Units. El seu últim menjar va consistir en carn, papes al forn, amanida, pa d'all, pastís de llimona amb merenga i un refresc.